# 布拉德利·德克
布拉德利·德克（英語：Bradley Dack；1993年12月31日—)是一個英国足球运动员，現效力於英乙球隊吉林汉姆，司職中場。

## 早期的職業生涯
達克出生於倫敦格林威治區。他參加的第一支青訓球队是查爾頓競技隊，他在那裡待了三年後被放棄。隨後，他回到肯特青年聯賽的科林斯隊踢球。

### 布莱克本流浪者
於2017年7月27日，他與當時的英甲球隊布莱克本流浪者簽約，交易費用為750 000英鎊。他在對谢斯伯利的比賽中射入了加盟後的首個入球。 他在 布莱克本流浪者的第一個賽季共參予了42場比賽並取得了18個入球，更獲得了該年度英甲的最佳球員獎項。

## 獎項
個人
- PFA年度最佳陣容：2015-16 英甲,2017-18 英甲

## 外部連結
- 足球資料庫：達克的球員統計數據 （页面存档备份，存于）